# KOOLOGI
KOOLOGI（コオロギ）は、2002年にSNAIL RAMPから脱退したAKIOが、2004年からスタートさせたソロプロジェクトである。

## メンバー
- AKIO（米田アキオ） - ギター・ボーカル

## 参加ミュージシャン
- アベフトシ -（ギター）ex.thee michelle gun elephant
- KATSUYA.N - （ベース）ex.東京スカンクス
- BAGI - （ドラム）ex.ONE TRACK MIND
- JINPEI - （ドラム）
- Arimatsu - （ドラム）特撮
- ZAKO - （ゲストボーカル）ONE TRACK MIND

## ミュージックビデオ
| 監督   | 曲名                       |
| マサオ | 「爆音の宝石」             |
| 不明   | 「Dear Bob」「Guilty Way」 |